# HONEY TEE PARTY!
「HONEY TEE PARTY!」（ハニー・ティー・パーティー）は、新谷良子の15枚目のシングル。2010年10月6日にLantisから発売された。

## 概要
前作「Magic Spell」から約7ヶ月ぶりのリリースとなり、2010年では2作目の作品となった。表題曲「HONEY TEE PARTY!」は、テレビ東京『アニソ〜ンぷらす+』の10月度オープニングテーマとして使用された。

## 収録曲
1. HONEY TEE PARTY! [4:18]
作詞：三重野瞳、作曲：水野大輔、編曲：川田瑠夏
2. black very pie [4:12]
作詞：只野菜摘、作曲・編曲：宮崎誠
3. HONEY TEE PARTY!（off vocal）
4. black very pie （off vocal）

## 収録アルバム
| 曲名             | 収録アルバム  | 発売日        | 備考                  |
| ---------------- | ------------- | ------------- | --------------------- |
| HONEY TEE PARTY! | 『UNLOCKER!』 | 2011年6月22日 | 6thオリジナルアルバム |